# Tour de Croatie 2017
La 12e édition du Tour de Croatie a eu lieu du 18 au 23 avril 2017. Elle fait partie du calendrier UCI Europe Tour 2017 en catégorie 2.1.
Initialement vainqueur de la cinquième étape et deuxième du général, l'Espagnol Jaime Rosón a été déclassé par la suite pour dopage,.

## Présentation

### Équipes
| WorldTeams (4)- Astana - Bahrain-Merida - Trek-Segafredo - UAE Team Emirates Équipes continentales professionnelles (7)- Bardiani CSF - Caja Rural-Seguros RGA - CCC Sprandi Polkowice - Gazprom-RusVelo - Israel Cycling Academy - Nippo-Vini Fantini - Novo Nordisk Équipes continentales (9)- Adria Mobil - Bicicletas Strongman - Felbermayr Simplon Wels - GM Europa Ovini - Kolss - Meridiana Kamen - Roth-Akros - Torku Şekerspor - Wiggins |
| |

## Étapes
| Étape     | Date    | Villes étapes       | type              | Distance (km) | Vainqueur d'étape | Leader du classement général |
| --------- | ------- | ------------------- | ----------------- | ------------- | ----------------- | ---------------------------- |
| 1re étape | 18 avr. | Osijek – Koprivnica | étape de plaine   | 227           | Sacha Modolo      | Sacha Modolo                 |
| 2e étape  | 19 avr. | Trogir – Sveti Jure | étape de montagne | 123           | Kristijan Đurasek | Kristijan Đurasek            |
| 3e étape  | 20 avr. | Imotski – Zadar     | étape vallonnée   | 237           | Nicola Ruffoni    | Jaime Rosón                  |
| 4e étape  | 21 avr. | Crikvenica – Umag   | étape vallonnée   | 171           | Nicola Ruffoni    | Vincenzo Nibali              |
| 5e étape  | 22 avr. | Poreč – Učka        | étape de montagne | 141           | Jaime Rosón       | Jaime Rosón                  |
| 6e étape  | 23 avr. | Samobor – Zagreb    | étape de plaine   | 147           | Sacha Modolo      | Vincenzo Nibali              |

## Déroulement de la course

### 1reétape
| Classement | Classement           | Classement | Classement             | Classement         |
|            | Coureur              | Pays       | Équipe                 | Temps              |
| ---------- | -------------------- | ---------- | ---------------------- | ------------------ |
| 1er        | Sacha Modolo         | Italie     | UAE Emirates           | en 5 h 24 min 19 s |
| 2e         | Eduard-Michael Grosu | Roumanie   | Nippo-Vini Fantini     | + 0 s              |
| 3e         | Nicolas Marini       | Italie     | Nippo-Vini Fantini     | + 0 s              |
| 4e         | Dylan Page           | Suisse     | Caja Rural-Seguros RGA | + 0 s              |
| 5e         | Giacomo Nizzolo      | Italie     | Trek-Segafredo         | + 0 s              |
| 6e         | Riccardo Minali      | Italie     | Astana                 | + 0 s              |
| 7e         | Marco Canola         | Italie     | Nippo-Vini Fantini     | + 0 s              |
| 8e         | Ivan Savitskiy       | Russie     | Gazprom-RusVelo        | + 0 s              |
| 9e         | Martijn Verschoor    | Pays-Bas   | Novo Nordisk           | + 0 s              |
| 10e        | Dušan Rajović        | Serbie     | Adria Mobil            | + 0 s              |
| modifier   |                      |            |                        |                    |

| \| Classement général \| Classement général \| Classement général \| Classement général \| Classement général \| \| Coureur \| Coureur \| Pays \| Équipe \| Temps \| \| ------------------ \| -------------------- \| ------------------ \| ----------------------- \| ------------------ \| \| 1er \| Sacha Modolo \| Italie \| UAE Team Emirates \| 5 h 24 min 09 s \| \| 2e \| Eduard-Michael Grosu \| Roumanie \| Nippo-Vini Fantini \| + 2 s \| \| 3e \| Nicolas Marini \| Italie \| Nippo-Vini Fantini \| + 6 s \| \| 4e \| Riccardo Minali \| Italie \| Astana \| + 7 s \| \| 5e \| Nikolay Trusov \| Russie \| Gazprom-RusVelo \| + 7 s \| \| 6e \| Jannik Steimle \| Allemagne \| Felbermayr Simplon Wels \| + 7 s \| \| 7e \| Michael O'Loughlin \| Irlande \| Team Wiggins \| + 9 s \| \| 8e \| Dylan Page \| Suisse \| Caja Rural-Seguros RGA \| + 10 s \| \| 9e \| Giacomo Nizzolo \| Italie \| Trek-Segafredo \| + 10 s \| \| 10e \| Marco Canola \| Italie \| Nippo-Vini Fantini \| + 10 s \| |                      |           |                         |                 |
| |                      |           |                         |                 |
| Source : ProCyclingStats |                      |           |                         |                 |
| Classement général |                      |           |                         |                 |
| Coureur | Coureur              | Pays      | Équipe                  | Temps           |
| 1er | Sacha Modolo         | Italie    | UAE Team Emirates       | 5 h 24 min 09 s |
| 2e | Eduard-Michael Grosu | Roumanie  | Nippo-Vini Fantini      | + 2 s           |
| 3e | Nicolas Marini       | Italie    | Nippo-Vini Fantini      | + 6 s           |
| 4e | Riccardo Minali      | Italie    | Astana                  | + 7 s           |
| 5e | Nikolay Trusov       | Russie    | Gazprom-RusVelo         | + 7 s           |
| 6e | Jannik Steimle       | Allemagne | Felbermayr Simplon Wels | + 7 s           |
| 7e | Michael O'Loughlin   | Irlande   | Team Wiggins            | + 9 s           |
| 8e | Dylan Page           | Suisse    | Caja Rural-Seguros RGA  | + 10 s          |
| 9e | Giacomo Nizzolo      | Italie    | Trek-Segafredo          | + 10 s          |
| 10e | Marco Canola         | Italie    | Nippo-Vini Fantini      | + 10 s          |

### 2eétape
| \| Classement de l'étape \| Classement de l'étape \| Classement de l'étape \| Classement de l'étape \| Classement de l'étape \| \| Coureur \| Coureur \| Pays \| Équipe \| Temps \| \| --------------------- \| --------------------- \| --------------------- \| ---------------------- \| --------------------- \| \| 1er \| Kristijan Đurasek \| Croatie \| UAE Team Emirates \| 2 h 43 min 38 s \| \| 2e \| Jaime Rosón \| Espagne \| Caja Rural-Seguros RGA \| + 0 s \| \| 3e \| Vincenzo Nibali \| Italie \| Bahrain-Merida \| + 3 s \| \| 4e \| Jan Hirt \| Tchéquie \| CCC Sprandi Polkowice \| + 3 s \| \| 5e \| Felix Großschartner \| Autriche \| CCC Sprandi Polkowice \| + 9 s \| \| 6e \| Kanstantsin Siutsou \| Biélorussie \| Bahrain-Merida \| + 14 s \| \| 7e \| Przemysław Niemiec \| Pologne \| UAE Team Emirates \| + 21 s \| \| 8e \| Jan Polanc \| Slovénie \| UAE Team Emirates \| + 21 s \| \| 9e \| Branislau Samoilau \| Biélorussie \| CCC Sprandi Polkowice \| + 26 s \| \| 10e \| James Knox \| Royaume-Uni \| Team Wiggins \| + 26 s \| |                     |             |                        |                 |
| |                     |             |                        |                 |
| |                     |             |                        |                 |
| Classement de l'étape |                     |             |                        |                 |
| Coureur | Coureur             | Pays        | Équipe                 | Temps           |
| 1er | Kristijan Đurasek   | Croatie     | UAE Team Emirates      | 2 h 43 min 38 s |
| 2e | Jaime Rosón         | Espagne     | Caja Rural-Seguros RGA | + 0 s           |
| 3e | Vincenzo Nibali     | Italie      | Bahrain-Merida         | + 3 s           |
| 4e | Jan Hirt            | Tchéquie    | CCC Sprandi Polkowice  | + 3 s           |
| 5e | Felix Großschartner | Autriche    | CCC Sprandi Polkowice  | + 9 s           |
| 6e | Kanstantsin Siutsou | Biélorussie | Bahrain-Merida         | + 14 s          |
| 7e | Przemysław Niemiec  | Pologne     | UAE Team Emirates      | + 21 s          |
| 8e | Jan Polanc          | Slovénie    | UAE Team Emirates      | + 21 s          |
| 9e | Branislau Samoilau  | Biélorussie | CCC Sprandi Polkowice  | + 26 s          |
| 10e | James Knox          | Royaume-Uni | Team Wiggins           | + 26 s          |

| \| Classement général \| Classement général \| Classement général \| Classement général \| Classement général \| \| Coureur \| Coureur \| Pays \| Équipe \| Temps \| \| ------------------ \| ------------------- \| ------------------ \| ---------------------- \| ------------------ \| \| 1er \| Kristijan Đurasek \| Croatie \| UAE Team Emirates \| 8 h 07 min 47 s \| \| 2e \| Jaime Rosón \| Espagne \| Caja Rural-Seguros RGA \| + 4 s \| \| 3e \| Vincenzo Nibali \| Italie \| Bahrain-Merida \| + 9 s \| \| 4e \| Jan Hirt \| Tchéquie \| CCC Sprandi Polkowice \| + 13 s \| \| 5e \| Felix Großschartner \| Autriche \| CCC Sprandi Polkowice \| + 19 s \| \| 6e \| Kanstantsin Siutsou \| Biélorussie \| Bahrain-Merida \| + 24 s \| \| 7e \| Jan Polanc \| Slovénie \| UAE Team Emirates \| + 31 s \| \| 8e \| Przemysław Niemiec \| Pologne \| UAE Team Emirates \| + 31 s \| \| 9e \| Óscar Sánchez \| Colombie \| Bicicletas Strongman \| + 36 s \| \| 10e \| Michal Schlegel \| Tchéquie \| CCC Sprandi Polkowice \| + 36 s \| |                     |             |                        |                 |
| |                     |             |                        |                 |
| |                     |             |                        |                 |
| Classement général |                     |             |                        |                 |
| Coureur | Coureur             | Pays        | Équipe                 | Temps           |
| 1er | Kristijan Đurasek   | Croatie     | UAE Team Emirates      | 8 h 07 min 47 s |
| 2e | Jaime Rosón         | Espagne     | Caja Rural-Seguros RGA | + 4 s           |
| 3e | Vincenzo Nibali     | Italie      | Bahrain-Merida         | + 9 s           |
| 4e | Jan Hirt            | Tchéquie    | CCC Sprandi Polkowice  | + 13 s          |
| 5e | Felix Großschartner | Autriche    | CCC Sprandi Polkowice  | + 19 s          |
| 6e | Kanstantsin Siutsou | Biélorussie | Bahrain-Merida         | + 24 s          |
| 7e | Jan Polanc          | Slovénie    | UAE Team Emirates      | + 31 s          |
| 8e | Przemysław Niemiec  | Pologne     | UAE Team Emirates      | + 31 s          |
| 9e | Óscar Sánchez       | Colombie    | Bicicletas Strongman   | + 36 s          |
| 10e | Michal Schlegel     | Tchéquie    | CCC Sprandi Polkowice  | + 36 s          |

### 3eétape
| Classement | Classement           | Classement | Classement              | Classement         |
|            | Coureur              | Pays       | Équipe                  | Temps              |
| ---------- | -------------------- | ---------- | ----------------------- | ------------------ |
| 1er        | Nicola Ruffoni       | Italie     | Bardiani CSF            | en 5 h 55 min 27 s |
| 2e         | Giacomo Nizzolo      | Italie     | Trek-Segafredo          | + 0 s              |
| 3e         | Riccardo Minali      | Italie     | Astana                  | + 0 s              |
| 4e         | Ahmet Örken          | Turquie    | Torku Şekerspor         | + 0 s              |
| 5e         | Eduard-Michael Grosu | Roumanie   | Nippo-Vini Fantini      | + 0 s              |
| 6e         | Roberto Ferrari      | Italie     | UAE Emirates            | + 0 s              |
| 7e         | Marco Canola         | Italie     | Nippo-Vini Fantini      | + 0 s              |
| 8e         | Daniel Auer          | Autriche   | Felbermayr Simplon Wels | + 0 s              |
| 9e         | Ivan Savitskiy       | Russie     | Gazprom-RusVelo         | + 0 s              |
| 10e        | Nicolas Marini       | Italie     | Nippo-Vini Fantini      | + 0 s              |
| modifier   |                      |            |                         |                    |

| \| Classement général \| Classement général \| Classement général \| Classement général \| Classement général \| \| Coureur \| Coureur \| Pays \| Équipe \| Temps \| \| ------------------ \| ------------------- \| ------------------ \| ---------------------- \| ------------------ \| \| 1er \| Jaime Rosón \| Espagne \| Caja Rural-Seguros RGA \| 14 h 03 min 18 s \| \| 2e \| Vincenzo Nibali \| Italie \| Bahrain-Merida \| + 5 s \| \| 3e \| Jan Hirt \| Tchéquie \| CCC Sprandi Polkowice \| + 9 s \| \| 4e \| Felix Großschartner \| Autriche \| CCC Sprandi Polkowice \| + 15 s \| \| 5e \| Kanstantsin Siutsou \| Biélorussie \| Bahrain-Merida \| + 20 s \| \| 6e \| Jan Polanc \| Slovénie \| UAE Team Emirates \| + 27 s \| \| 7e \| Óscar Sánchez \| Colombie \| Bicicletas Strongman \| + 32 s \| \| 8e \| James Knox \| Royaume-Uni \| Team Wiggins \| + 32 s \| \| 9e \| Branislau Samoilau \| Biélorussie \| CCC Sprandi Polkowice \| + 32 s \| \| 10e \| Carlos Becerra \| Colombie \| Bicicletas Strongman \| + 32 s \| |                     |             |                        |                  |
| |                     |             |                        |                  |
| |                     |             |                        |                  |
| Classement général |                     |             |                        |                  |
| Coureur | Coureur             | Pays        | Équipe                 | Temps            |
| 1er | Jaime Rosón         | Espagne     | Caja Rural-Seguros RGA | 14 h 03 min 18 s |
| 2e | Vincenzo Nibali     | Italie      | Bahrain-Merida         | + 5 s            |
| 3e | Jan Hirt            | Tchéquie    | CCC Sprandi Polkowice  | + 9 s            |
| 4e | Felix Großschartner | Autriche    | CCC Sprandi Polkowice  | + 15 s           |
| 5e | Kanstantsin Siutsou | Biélorussie | Bahrain-Merida         | + 20 s           |
| 6e | Jan Polanc          | Slovénie    | UAE Team Emirates      | + 27 s           |
| 7e | Óscar Sánchez       | Colombie    | Bicicletas Strongman   | + 32 s           |
| 8e | James Knox          | Royaume-Uni | Team Wiggins           | + 32 s           |
| 9e | Branislau Samoilau  | Biélorussie | CCC Sprandi Polkowice  | + 32 s           |
| 10e | Carlos Becerra      | Colombie    | Bicicletas Strongman   | + 32 s           |

### 4eétape
| Classement | Classement           | Classement | Classement              | Classement         |
|            | Coureur              | Pays       | Équipe                  | Temps              |
| ---------- | -------------------- | ---------- | ----------------------- | ------------------ |
| 1er        | Nicola Ruffoni       | Italie     | Bardiani CSF            | en 4 h 10 min 15 s |
| 2e         | Riccardo Minali      | Italie     | Astana                  | + 0 s              |
| 3e         | Ivan Savitskiy       | Russie     | Gazprom-RusVelo         | + 0 s              |
| 4e         | Marco Canola         | Italie     | Nippo-Vini Fantini      | + 0 s              |
| 5e         | Dušan Rajović        | Serbie     | Adria Mobil             | + 0 s              |
| 6e         | Alan Marangoni       | Italie     | Nippo-Vini Fantini      | + 0 s              |
| 7e         | Daniel Auer          | Autriche   | Felbermayr Simplon Wels | + 0 s              |
| 8e         | Giacomo Nizzolo      | Italie     | Trek-Segafredo          | + 0 s              |
| 9e         | Eduard-Michael Grosu | Roumanie   | Nippo-Vini Fantini      | + 0 s              |
| 10e        | Gašper Katrašnik     | Slovénie   | Adria Mobil             | + 0 s              |
| modifier   |                      |            |                         |                    |

| \| Classement général \| Classement général \| Classement général \| Classement général \| Classement général \| \| Coureur \| Coureur \| Pays \| Équipe \| Temps \| \| ------------------ \| ------------------- \| ------------------ \| ---------------------- \| ------------------ \| \| 1er \| Vincenzo Nibali \| Italie \| Bahrain-Merida \| 18 h 13 min 38 s \| \| 2e \| Jaime Rosón \| Espagne \| Caja Rural-Seguros RGA \| + 2 s \| \| 3e \| Jan Hirt \| Tchéquie \| CCC Sprandi Polkowice \| + 11 s \| \| 4e \| Kanstantsin Siutsou \| Biélorussie \| Bahrain-Merida \| + 15 s \| \| 5e \| Felix Großschartner \| Autriche \| CCC Sprandi Polkowice \| + 17 s \| \| 6e \| Óscar Sánchez \| Colombie \| Bicicletas Strongman \| + 27 s \| \| 7e \| Jan Polanc \| Slovénie \| UAE Team Emirates \| + 29 s \| \| 8e \| James Knox \| Royaume-Uni \| Team Wiggins \| + 34 s \| \| 9e \| Branislau Samoilau \| Biélorussie \| CCC Sprandi Polkowice \| + 34 s \| \| 10e \| Michal Schlegel \| Tchéquie \| CCC Sprandi Polkowice \| + 34 s \| |                     |             |                        |                  |
| |                     |             |                        |                  |
| |                     |             |                        |                  |
| Classement général |                     |             |                        |                  |
| Coureur | Coureur             | Pays        | Équipe                 | Temps            |
| 1er | Vincenzo Nibali     | Italie      | Bahrain-Merida         | 18 h 13 min 38 s |
| 2e | Jaime Rosón         | Espagne     | Caja Rural-Seguros RGA | + 2 s            |
| 3e | Jan Hirt            | Tchéquie    | CCC Sprandi Polkowice  | + 11 s           |
| 4e | Kanstantsin Siutsou | Biélorussie | Bahrain-Merida         | + 15 s           |
| 5e | Felix Großschartner | Autriche    | CCC Sprandi Polkowice  | + 17 s           |
| 6e | Óscar Sánchez       | Colombie    | Bicicletas Strongman   | + 27 s           |
| 7e | Jan Polanc          | Slovénie    | UAE Team Emirates      | + 29 s           |
| 8e | James Knox          | Royaume-Uni | Team Wiggins           | + 34 s           |
| 9e | Branislau Samoilau  | Biélorussie | CCC Sprandi Polkowice  | + 34 s           |
| 10e | Michal Schlegel     | Tchéquie    | CCC Sprandi Polkowice  | + 34 s           |

### 5eétape
| \| Classement de l'étape \| Classement de l'étape \| Classement de l'étape \| Classement de l'étape \| Classement de l'étape \| \| Coureur \| Coureur \| Pays \| Équipe \| Temps \| \| --------------------- \| --------------------- \| --------------------- \| ---------------------- \| --------------------- \| \| 1er \| Jaime Rosón \| Espagne \| Caja Rural-Seguros RGA \| 3 h 41 min 47 s \| \| 2e \| Vincenzo Nibali \| Italie \| Bahrain-Merida \| + 0 s \| \| 3e \| Jan Hirt \| Tchéquie \| CCC Sprandi Polkowice \| + 0 s \| \| 4e \| Felix Großschartner \| Autriche \| CCC Sprandi Polkowice \| + 5 s \| \| 5e \| Jan Polanc \| Slovénie \| UAE Team Emirates \| + 8 s \| \| 6e \| Franco Pellizotti \| Italie \| Bahrain-Merida \| + 20 s \| \| 7e \| Jesper Hansen \| Danemark \| Astana \| + 20 s \| \| 8e \| Michal Schlegel \| Tchéquie \| CCC Sprandi Polkowice \| + 23 s \| \| 9e \| Kanstantsin Siutsou \| Biélorussie \| Bahrain-Merida \| + 23 s \| \| 10e \| Edward Ravasi \| Italie \| UAE Team Emirates \| + 29 s \| |                     |             |                        |                 |
| |                     |             |                        |                 |
| |                     |             |                        |                 |
| Classement de l'étape |                     |             |                        |                 |
| Coureur | Coureur             | Pays        | Équipe                 | Temps           |
| 1er | Jaime Rosón         | Espagne     | Caja Rural-Seguros RGA | 3 h 41 min 47 s |
| 2e | Vincenzo Nibali     | Italie      | Bahrain-Merida         | + 0 s           |
| 3e | Jan Hirt            | Tchéquie    | CCC Sprandi Polkowice  | + 0 s           |
| 4e | Felix Großschartner | Autriche    | CCC Sprandi Polkowice  | + 5 s           |
| 5e | Jan Polanc          | Slovénie    | UAE Team Emirates      | + 8 s           |
| 6e | Franco Pellizotti   | Italie      | Bahrain-Merida         | + 20 s          |
| 7e | Jesper Hansen       | Danemark    | Astana                 | + 20 s          |
| 8e | Michal Schlegel     | Tchéquie    | CCC Sprandi Polkowice  | + 23 s          |
| 9e | Kanstantsin Siutsou | Biélorussie | Bahrain-Merida         | + 23 s          |
| 10e | Edward Ravasi       | Italie      | UAE Team Emirates      | + 29 s          |

| \| Classement général \| Classement général \| Classement général \| Classement général \| Classement général \| \| Coureur \| Coureur \| Pays \| Équipe \| Temps \| \| ------------------ \| ------------------- \| ------------------ \| ---------------------- \| ------------------ \| \| 1er \| Jaime Rosón \| Espagne \| Caja Rural-Seguros RGA \| 21 h 55 min 17 s \| \| 2e \| Vincenzo Nibali \| Italie \| Bahrain-Merida \| + 2 s \| \| 3e \| Jan Hirt \| Tchéquie \| CCC Sprandi Polkowice \| + 15 s \| \| 4e \| Felix Großschartner \| Autriche \| CCC Sprandi Polkowice \| + 30 s \| \| 5e \| Jan Polanc \| Slovénie \| UAE Team Emirates \| + 45 s \| \| 6e \| Kanstantsin Siutsou \| Biélorussie \| Bahrain-Merida \| + 46 s \| \| 7e \| Michal Schlegel \| Tchéquie \| CCC Sprandi Polkowice \| + 1 min 05 s \| \| 8e \| Jesper Hansen \| Danemark \| Astana \| + 1 min 20 s \| \| 9e \| James Knox \| Royaume-Uni \| Team Wiggins \| + 1 min 22 s \| \| 10e \| Óscar Sánchez \| Colombie \| Bicicletas Strongman \| + 1 min 27 s \| |                     |             |                        |                  |
| |                     |             |                        |                  |
| |                     |             |                        |                  |
| Classement général |                     |             |                        |                  |
| Coureur | Coureur             | Pays        | Équipe                 | Temps            |
| 1er | Jaime Rosón         | Espagne     | Caja Rural-Seguros RGA | 21 h 55 min 17 s |
| 2e | Vincenzo Nibali     | Italie      | Bahrain-Merida         | + 2 s            |
| 3e | Jan Hirt            | Tchéquie    | CCC Sprandi Polkowice  | + 15 s           |
| 4e | Felix Großschartner | Autriche    | CCC Sprandi Polkowice  | + 30 s           |
| 5e | Jan Polanc          | Slovénie    | UAE Team Emirates      | + 45 s           |
| 6e | Kanstantsin Siutsou | Biélorussie | Bahrain-Merida         | + 46 s           |
| 7e | Michal Schlegel     | Tchéquie    | CCC Sprandi Polkowice  | + 1 min 05 s     |
| 8e | Jesper Hansen       | Danemark    | Astana                 | + 1 min 20 s     |
| 9e | James Knox          | Royaume-Uni | Team Wiggins           | + 1 min 22 s     |
| 10e | Óscar Sánchez       | Colombie    | Bicicletas Strongman   | + 1 min 27 s     |

### 6eétape
| Classement | Classement          | Classement         | Classement              | Classement         |
|            | Coureur             | Pays               | Équipe                  | Temps              |
| ---------- | ------------------- | ------------------ | ----------------------- | ------------------ |
| 1er        | Sacha Modolo        | Italie             | UAE Emirates            | en 3 h 16 min 52 s |
| 2e         | Jan Polanc          | Slovénie           | UAE Emirates            | + 2 s              |
| 3e         | Boy van Poppel      | Pays-Bas           | Trek-Segafredo          | + 2 s              |
| 4e         | Vincenzo Nibali     | Italie             | Bahrain-Merida          | + 2 s              |
| 5e         | Marco Canola        | Italie             | Nippo-Vini Fantini      | + 6 s              |
| 6e         | Felix Großschartner | Autriche           | CCC Sprandi Polkowice   | + 6 s              |
| 7e         | Nicola Boem         | Italie             | Bardiani CSF            | + 6 s              |
| 8e         | Daniel Auer         | Autriche           | Felbermayr Simplon Wels | + 6 s              |
| 9e         | James Knox          | Royaume-Uni        | Wiggins                 | + 6 s              |
| 10e        | Jan Hirt            | République tchèque | CCC Sprandi Polkowice   | + 9 s              |
| modifier   |                     |                    |                         |                    |

## Classements finals

### Classement général final
| \| Classement général \| Classement général \| Classement général \| Classement général \| Classement général \| \| Coureur \| Coureur \| Pays \| Équipe \| Temps \| \| ------------------ \| ------------------- \| ------------------ \| ---------------------- \| ------------------ \| \| 1er \| Vincenzo Nibali \| Italie \| Bahrain-Merida \| 25 h 12 min 10 s \| \| 2e \| Jaime Rosón \| Espagne \| Caja Rural-Seguros RGA \| DQ \| \| 3e \| Jan Hirt \| Tchéquie \| CCC Sprandi Polkowice \| + 23 s \| \| 4e \| Felix Großschartner \| Autriche \| CCC Sprandi Polkowice \| + 35 s \| \| 5e \| Jan Polanc \| Slovénie \| UAE Team Emirates \| + 40 s \| \| 6e \| Kanstantsin Siutsou \| Biélorussie \| Bahrain-Merida \| + 59 s \| \| 7e \| Michal Schlegel \| Tchéquie \| CCC Sprandi Polkowice \| + 1 min 23 s \| \| 8e \| James Knox \| Royaume-Uni \| Team Wiggins \| + 1 min 27 s \| \| 9e \| Jesper Hansen \| Danemark \| Astana \| + 1 min 38 s \| \| 10e \| Óscar Sánchez \| Colombie \| Bicicletas Strongman \| + 1 min 45 s \| |                     |             |                        |                  |
| |                     |             |                        |                  |
| Source : ProCyclingStats |                     |             |                        |                  |
| Classement général |                     |             |                        |                  |
| Coureur | Coureur             | Pays        | Équipe                 | Temps            |
| 1er | Vincenzo Nibali     | Italie      | Bahrain-Merida         | 25 h 12 min 10 s |
| 2e | Jaime Rosón         | Espagne     | Caja Rural-Seguros RGA | DQ               |
| 3e | Jan Hirt            | Tchéquie    | CCC Sprandi Polkowice  | + 23 s           |
| 4e | Felix Großschartner | Autriche    | CCC Sprandi Polkowice  | + 35 s           |
| 5e | Jan Polanc          | Slovénie    | UAE Team Emirates      | + 40 s           |
| 6e | Kanstantsin Siutsou | Biélorussie | Bahrain-Merida         | + 59 s           |
| 7e | Michal Schlegel     | Tchéquie    | CCC Sprandi Polkowice  | + 1 min 23 s     |
| 8e | James Knox          | Royaume-Uni | Team Wiggins           | + 1 min 27 s     |
| 9e | Jesper Hansen       | Danemark    | Astana                 | + 1 min 38 s     |
| 10e | Óscar Sánchez       | Colombie    | Bicicletas Strongman   | + 1 min 45 s     |

### Classements annexes

#### Classement par points
| Classement par points | Classement par points | Classement par points | Classement par points  | Classement par points |
| Coureur               | Coureur               | Pays                  | Équipe                 | Points                |
| --------------------- | --------------------- | --------------------- | ---------------------- | --------------------- |
| 1er                   | Nicola Ruffoni        | Italie                | Bardiani CSF           | 56 pts                |
| 2e                    | Vincenzo Nibali       | Italie                | Bahrain-Merida         | 55 pts                |
| 3e                    | Sacha Modolo          | Italie                | UAE Team Emirates      | 51 pts                |
| 4e                    | Riccardo Minali       | Italie                | Astana                 | 51 pts                |
| 5e                    | Jaime Rosón           | Espagne               | Caja Rural-Seguros RGA | 50 pts                |
| 6e                    | Eduard-Michael Grosu  | Roumanie              | Nippo-Vini Fantini     | 47 pts                |
| 7e                    | Marco Canola          | Italie                | Nippo-Vini Fantini     | 44 pts                |
| 8e                    | Giacomo Nizzolo       | Italie                | Trek-Segafredo         | 44 pts                |
| 9e                    | Jan Polanc            | Slovénie              | UAE Team Emirates      | 40 pts                |
| 10e                   | Jan Hirt              | Tchéquie              | CCC Sprandi Polkowice  | 36 pts                |

#### Classement par équipes
| Classement par équipes | Classement par équipes  | Classement par équipes | Classement par équipes |
| Équipe                 | Équipe                  | Pays                   | Temps                  |
| ---------------------- | ----------------------- | ---------------------- | ---------------------- |
| 1re                    | CCC Sprandi Polkowice   | Pologne                | 75 h 38 min 55 s       |
| 2e                     | Bahrain-Merida          | Bahreïn                | + 3 min 46 s           |
| 3e                     | Caja Rural-Seguros RGA  | Espagne                | + 8 min 29 s           |
| 4e                     | Gazprom-RusVelo         | Russie                 | + 9 min 01 s           |
| 5e                     | Roth-Akros              | Suisse                 | + 10 min 49 s          |
| 6e                     | Felbermayr Simplon Wels | Autriche               | + 11 min 12 s          |
| 7e                     | Bicicletas Strongman    | Colombie               | + 19 min 46 s          |
| 8e                     | Meridiana Kamen         | Croatie                | + 21 min 10 s          |
| 9e                     | Astana                  | Kazakhstan             | + 21 min 19 s          |
| 10e                    | Kolss                   | Ukraine                | + 22 min 36 s          |